# Wojciech Dziembowski
Wojciech Andrzej Dziembowski (ur. 14 stycznia 1940 w Warszawie, zm. 10 lutego 2025 tamże) – polski astronom, członek Polskiej Akademii Nauk i Polskiej Akademii Umiejętności.

## Życiorys
Studiował na Uniwersytecie Jagiellońskim. Pracę magisterską bronił w połowie 1962, a pod koniec tego roku przeniósł się na studia doktoranckie do Warszawy. Doktorat uzyskał w 1967 na Uniwersytecie Warszawskim. Tytuł profesora w 1983. Członek korespondent PAN od 1989, członek rzeczywisty PAN od 2007. Członek krajowy  korespondent PAU od 1997. Doktor honoris causa Uniwersytetu Zielonogórskiego (2014).
W latach 1967–1969 odbył staż naukowy na Uniwersytecie Columbia w Nowym Jorku. Od 1969 pracownik (1987–1992 dyrektor) Centrum Astronomicznego im. Mikołaja Kopernika PAN w Warszawie. Od 1997 profesor w Obserwatorium Astronomicznym Uniwersytetu Warszawskiego.
Został pochowany 20 lutego 2025 w grobie rodzinnym na Powązkach w Warszawie (kwatera 20, rząd 4, miejsce 5).

## Działalność naukowa
Wojciech Dziembowski specjalizował się w badaniach teorii struktury i oscylacji gwiazd, sejsmicznego sondowania struktury, rotacji i pola magnetycznego wnętrza Słońca, interpretacji zmienności gwiazd różnych typów, konstrukcji modeli sejsmicznych gwiazd. Był autorem 138 prac w recenzowanych czasopismach naukowych, cytowanych (stan na 21 stycznia 2025) 10149 razy. Indeks h (Hirsha) 51.

## Publikacje

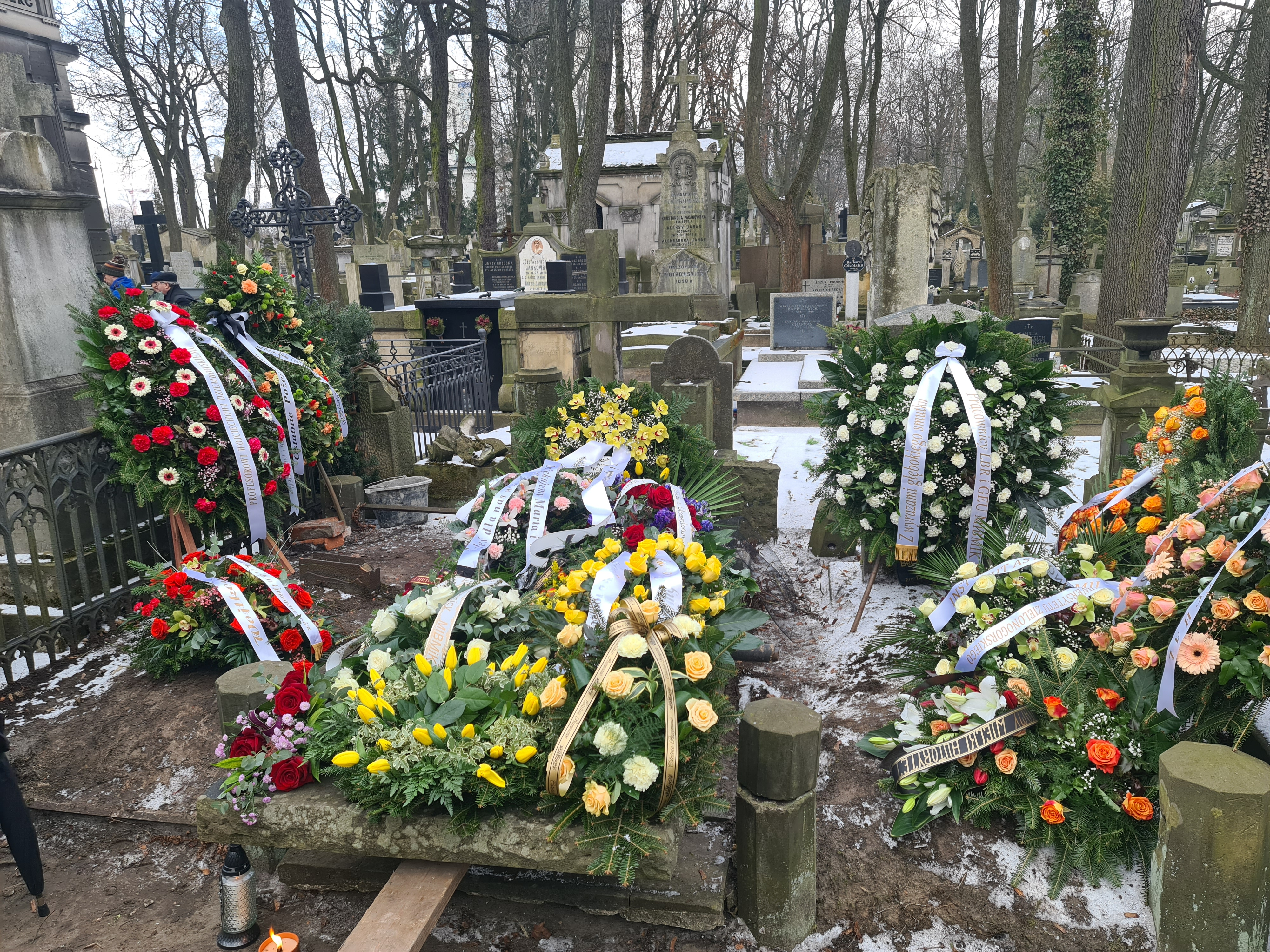
Grób Wojciecha Dziembowskiego na Powązkach w dniu jego pogrzebu

Najważniejsze prace:
- Oscillations of giants and supergiants, 1977
- Nonlinear mode coupling in oscillating stars, 1982
- The radial gradient in the Sun's rotation, 1989
- Solar model from helioseismology and the neutrino flux problem, 1990
- The opacity mechanism in B-type stars, 1993
- Oscillations of α UMa and other red giants, 2001
- Asteroseismology of the β Cephei star ν Eridani, 2004

## Nagrody, odznaczenia i wyróżnienia
- Nagroda Wydziału III Nauk Matematycznych, Fizycznych i Chemicznych PAN (1978)
- Medaille de l’Adion Obserwatorium w Nicei (2000)
- Złoty Medal Uniwersytetu Wrocławskiego (2005)
- Medal Bohdana Paczyńskiego (2019)[9]
- Zatytułowanie 301. sympozjum Międzynarodowej Unii Astronomicznej: „Precision Asterosismology. Celebration of the Scientific Opus of Wojtek Dziembowski” (Wrocław, 2013)[10]